# Syzygium quadrialatum
Syzygium quadrialatum är en myrtenväxtart som beskrevs av Johannes Elias Teijsmann och Simon Binnendijk. Syzygium quadrialatum ingår i släktet Syzygium och familjen myrtenväxter.
Artens utbredningsområde är Moluckerna. Inga underarter finns listade i Catalogue of Life.